# Live at the Lighthouse (Lee Morgan)
Live at the Lighthouse è un doppio album live di Lee Morgan, pubblicato dalla Blue Note Records nel 1970.
Il disco fu registrato dal vivo al The Lighthouse, Hermosa Beach, California (Stati Uniti) nelle date indicate nella lista tracce.

## Tracce
Lato A
1. Absolutions – 19:40 (Jymie Merritt) – Registrato l'11 luglio 1970 (quarto set)

Lato B
1. The Beehive – 16:23 (Harold Mabern) – Registrato il 12 luglio 1970 (terzo set)

Lato C
1. Neophilia – 19:05 (Bennie Maupin) – Registrato il 12 luglio 1970 (terzo set)

Lato D
1. Nommo – 18:00 (Jymie Merritt) – Registrato l'11 luglio 1970 (terzo set)

Edizione triplo CD del 1996, pubblicato dalla Blue Note Records
CD 1
1. Introduction by Lee Morgan – 2:00
2. The Beehive – 15:16 (Harold Mabern) – Registrato il 12 luglio 1970 (terzo set)
3. Absolutions – 22:42 (Jymie Merritt) – Registrato l'11 luglio 1970 (quarto set)
4. Peyote – 11:22 (Bennie Maupin) – Registrato il 12 luglio 1970 (quarto set)
5. Speedball – 11:53 (Lee Morgan) – Registrato il 10 luglio 1970 (quarto set)

CD 2
1. Nommo – 17:50 (Jymie Merritt) – Registrato l'11 luglio 1970 (terzo set)
2. Neophilia – 18:58 (Bennie Maupin) – Registrato il 12 luglio 1970 (terzo set)
3. Something Like This – 13:01 (Bennie Maupin) – Registrato il 10 luglio 1970 (primo set)
4. I Remember Britt – 14:54 (Harold Mabern) – Registrato l'11 luglio 1970 (secondo set)

CD 3
1. Aon – 13:47 (Harold Mabern) – Registrato l'11 luglio 1970 (primo set)
2. Yunjanna – 16:06 (Bennie Maupin) – Registrato il 12 luglio 1970 (primo set)
3. 416 East 10th Street – 12:10 (Bennie Maupin) – Registrato il 10 luglio 1970 (terzo set)
4. The Sidewinder/Speedball (Theme) – 13:39 (Lee Morgan) – Registrato il 10 luglio 1970 (terzo set)[3]

Edizione doppio CD del 2004, pubblicato dalla Fresh Sound Records
CD 1
1. Peyote – 13:35 (Bennie Maupin)
2. Ceora – 16:28 (Lee Morgan)
3. Speedball – 5:30 (Lee Morgan)
4. Willow Weep for Me – 20:15 (Ann Ronell)
5. The Chief – 13:22 (Harold Mabern)

CD 2
1. Rakin' and Scrapin' – 11:54 (Harold Mabern)
2. Yunjanna – 15:20 (Bennie Maupin)
3. Something Like This – 12:56 (Bennie Maupin)
4. Ceora – 17:18 (Lee Morgan)
5. Speedball Theme[4] – 1:52 (Lee Morgan)

## Musicisti
- Lee Morgan - tromba, flicorno
- Bennie Maupin - sassofono tenore, flauto, clarinetto basso
- Harold Mabern - pianoforte
- Jymie Merritt - contrabbasso
- Mickey Roker - batteria (tranne brano: Speedball Theme)
- Jack DeJohnette - batteria (solo nel brano: Speedball Theme)